# Mirilovac
Mirilovac (en serbe cyrillique : Мириловац) est un village de Serbie situé dans la municipalité de Paraćin, district de Pomoravlje. Au recensement de 2011, il comptait 618 habitants.

## Démographie

### Évolution historique de la population
| 1948  | 1953  | 1961  | 1971  | 1981  | 1991  | 2002 | 2011 |
| ----- | ----- | ----- | ----- | ----- | ----- | ---- | ---- |
| 1 649 | 1 671 | 1 656 | 1 437 | 1 274 | 1 088 | 835  | 618  |

|  |